# Indian Wells Challenger 1994
L'Indian Wells Challenger 1994 è stato un torneo di tennis facente parte della categoria ATP Challenger Series nell'ambito dell'ATP Challenger Series 1994. Il torneo si è giocato a Indian Wells negli Stati Uniti dal 21 al 27 febbraio 1994 su campi in cemento.

## Vincitori

### Singolare
Steve Bryan ha battuto in finale  Olivier Delaître che si è ritirato sul punteggio di 6–3

### Doppio
Kelly Jones /  Trevor Kronemann hanno battuto in finale  Nicklas Utgren /  Lars-Anders Wahlgren con il punteggio di 6–1, 6–4